# لورانس باباليو
لورانس باباليو (بالإنجليزية: Lawrence Papaleo)‏ هو لاعب كرة قدم أمريكي في مركز الهجوم، ولد في 23 ديسمبر 1989 في دالاس في الولايات المتحدة. لعب مع بالتيك غدينيا.

## وصلات خارجية
- لورانس باباليو على موقع Soccerway.com (الإنجليزية)